# Punto di origine (romanzo)
Punto di origine è un romanzo di Patricia Cornwell, pubblicato nel 1999.

## Trama
In questo libro Kay Scarpetta deve rinunciare alle meritate vacanze insieme al suo compagno e agente Fbi Benton Wesley per risolvere una misteriosa serie di delitti in cui l'incendio doloso é finalizzato a nascondere un terribile omicidio che prevede l'asportazione dello scalpo e della pelle del viso della vittima. Nonostante le difficoltà Kay riuscirà a identificare l'autore dei delitti in uno psicopatico di nome Newton Joyce,  il quale come scoprirà Kay,  collabora purtroppo con una vecchia rivale della dottoressa:Carrie Grethen,  una pericolosa assassina fatta richiudere nel carcere psichiatrico di Kirby e misteriosamente fuggita. In una folle corsa contro il tempo per impedire ai due di uccidere nuovamente, Kay dovrà però affrontare una dura prova del destino: Benton Wesley muore infatti in un negozio di alimentari a cui è stato dato fuoco, attiratovi con l'inganno. Per Kay un motivo un più per porre definitivamente fine alla catena sanguinaria di delitti messa in atto da Carrie Grethen.

## Edizioni
- Patricia Cornwell, Punto di origine, traduzione di Anna Maria Biavasco, Bestsellers Oscar Mondadori settembre 2000, Arnoldo Mondadori Editore, 2000,  p. 329, ISBN 88-04-48135-8, ..